# Radical 11
El radical 11, representado por el carácter Han 入, es uno de los 214 radicales del diccionario de Kangxi. Este símbolo se utiliza para representar el concepto de «entrar». En mandarín estándar es llamado 入部　(rù bù,«radical entrar»), en japonés es llamado  入部, にゅうぶ　(nyūbu), y en coreano 입 (ib). El radical «entrar» aparece ocasionalmente en la parte superior de los caracteres a los que pertenece (por ejemplo en el símbolo 兪). Sin embargo, en algunas tipografías se puede confundir con el radical «persona» cuando este último ocupa la misma posición (como en el carácter 今).

## Nombres populares
- Mandarín estándar: 入, rù, «entrar».
- Coreano:들입부, deul ip bu, «radical “ip”-entrar».
- Japonés: 入る（いる）, iru, «entrar»; 入り屋根, （いりやね） iriyane «entrar-techo» (cuando aparece en la parte superior del carácter, por la forma que toma).
- En occidente: Radical «entrar».

## Galería
| Estilos antiguos                                 | Estilos antiguos                  | Estilos antiguos                        | Estilos antiguos                   | Estilos antiguos                   | Estilos empleados actualmente       | Estilos empleados actualmente  | Estilos empleados actualmente    | Estilos empleados actualmente   | Estilos empleados actualmente  |
|                                                  |                                   |                                         |                                    |                                    |                                     | 入                             | 入                               |                                 |                                |
| 甲骨文 jiǎgǔwén (escritura de huesos oraculares) | 金文 jīnwén (escritura de bronce) | 简帛 jiǎnbó (escritura de bambú y seda) | 篆文 zhuànwén (escritura de sello) | 篆文 zhuànwén (escritura de sello) | 隸書 lìshū (estilo de los escribas) | 楷書 kǎishū (estilo regular)   | 楷書 kǎishū (estilo regular)     | 行書 xǐngshū (estilo corriente) | 草書 cǎoshū (estilo de hierba) |
| 甲骨文 jiǎgǔwén (escritura de huesos oraculares) | 金文 jīnwén (escritura de bronce) | 简帛 jiǎnbó (escritura de bambú y seda) | 大篆 dàzhuàn (sello grande)        | 小篆 xiǎozhuàn (sello pequeño)     | 隸書 lìshū (estilo de los escribas) | 繁體／繁体 fántǐ (tradicional) | 简体／簡體 jiǎntǐ (simplificado) | 行書 xǐngshū (estilo corriente) | 草書 cǎoshū (estilo de hierba) |

## Caracteres con el radical 11
| trazos | carácter |
| ------ | -------- |
| + 0    | 入       |
| + 1    | 兦       |
| + 2    | 內       |
| + 3    | 㒰, 㒱   |
| + 4    | 㒲, 全   |
| + 5    | 㒳, 㒴   |
| + 6    | 兩       |
| + 7    | 兪       |